# قاي كونتي
قاي كونتي (بالإنجليزية: Guy Conti)‏ هو لاعب كرة قاعدة أمريكي، ولد في 9 مارس 1942.